# Spring Garden (Alabama)
Spring Garden – jednostka osadnicza w Stanach Zjednoczonych, w stanie Alabama, w hrabstwie Cherokee.